# Gran Premi de Dourges
El Gran Premi de Dourges era una competició ciclista francesa que es disputava anualment al voltant del municipi de Dourges (Pas de Calais). Creada el 1987, es va conèixer també com a GP du Nord-Pas de Calais Open fins al 1998. De 2005 fins al 2007 va formar part de l'UCI Europa Tour.
Al desaparèixer, va ser substituïda posteriorment per la Ronda Peveloise.

## Palmarès
| Any  | Vencedor              | Segon                | Tercer           |
| ---- | --------------------- | -------------------- | ---------------- |
| 1987 | Jean-François Lafillé |                      |                  |
| 1988 | Laurent Pillon        |                      |                  |
| 1989 | Francis Moreau        |                      |                  |
| 1990 | Francis Moreau        | Czesław Rajch        | Raymond Meijs    |
| 1991 | Czeslaw Rajch         |                      |                  |
| 1992 | Frédéric Moncassin    | Marcel Wust          | Jaan Kirsipuu    |
| 1993 | Jean-Luc Masdupuy     | Jan Mattheus         | Cyril Saugrin    |
| 1994 | Ludo Dierckxsens      |                      |                  |
| 1995 | Christophe Agnolutto  | Stéphane Barthe      | Franky De Buyst  |
| 1996 | Jaan Kirsipuu         | Filip Meirhaegue     | Nicolas Jalabert |
| 1997 | Stéphane Barthe       | Christian van Dartel | Ken Hashikawa    |
| 1998 | Marc Streel           | Hans De Meester      | Jürgen de Jong   |
| 1999 | Jean-Michel Thilloy   | Jean-Claude Thilloy  | Saulius Ruskys   |
| 2000 | Gordon McCauley       | Rik Claeys           | Nico Ruyloft     |
| 2001 | Marek Leśniewski      | Angelo van Melis     | Cédric Deruyter  |
| 2002 | Steven Caethoven      | Geoffroy Lequatre    | Kilian Patour    |
| 2003 | Roy Curvers           | Raphael Devienne     | Pierre Drancourt |
| 2004 | Gaylor Bouchart       | Stéphane Petilleau   | Koen Das         |
| 2005 | Grzegorz Kwiatkowski  | Sergej Krushevsky    | Bjorn Hoeben     |
| 2006 | Markus Eichler        | Joel Pearson         | Sebastien Six    |
| 2007 | Martin Mortensen      | Mark Cassidy         | Luc Hagenaars    |